# Anascirtothrips
Anascirtothrips (лат.) — род трипсов из семейства Thripidae (Thysanoptera).

## Распространение
Встречается в Юго-Восточной Азии, Австралии и Японии.

## Описание
Мелкие насекомые с четырьмя бахромчатыми крыльями. Самка макроптерная. Голова слабо удлин`нная с широким межантенатальным выступом; нижнечелюстные пальпы 3-сегментные; глаза без пигментных фасеток; глазковые волоски I присутствуют; волоски III маленькие. Антенны 7-сегментные, сегмент I без парных дорсо-апикальных волосков, III и IV с вильчатыми конусами чувств. Пронотум без длинных волосков, с пятью парами мелких постеромаргинальных волосков. Мезонотум со срединной и субмедианной парами волосков, обычно расположенных поперечно; кампановидные сенсиллы отсутствуют. Срединные волоски метаноталя за передним краем; кампановидные сенсиллы отсутствуют. Первая жилка переднего крыла с длинным промежутком в ряду волосков; вторая жилка с тремя волосками, широко расставленными; реснички заднемаргинальной каймы волнистые. Мезостернум со стерноплевральными швами, достигающими переднего края; эндофурка с шипиком или без него. Метастернальная эндофурка со спинулой. Лапки 2-сегментные. Тергиты не чётко отделены от латеротергитов, без заднемаргинальных краспед или ктенидий; тергиты II-VIII латерально и латеротергиты с многочисленными ресничными микротрихиями на линиях скульптуры, волоски S1 тергита намного длиннее расстояния между их основаниями; VIII с полным заднемаргинальным гребнем; IX без кампановидной сенсиллы; X без срединного расщепления. Стерниты без дискальных волосков или краспед, с ресничными микротрихиями на линиях скульптуры по крайней мере латерально, постмаргинальные микротрихии присутствуют; стерниты III-VII с тремя парами постмаргинальных волосков, II с двумя парами, стернит VII с S1 волосками на заднем крае. Самцы сходны с самками, тергит IX без дрепаны; стерниты без поровых пластинок. Представители этого рода, по-видимому, особенно связаны с листьями видов Фикус (Тутовые).

## Классификация
Включает около 4 видов из семейства Thripidae. В подсемействе Thripinae, очевидно, относится к родовой группе Scirtothrips.
- Anascirtothrips arafura Mound & Wang, 2000
- Anascirtothrips arorai Bhatti, 1961
- Anascirtothrips discordiae Chen & Lu, 1994
- Anascirtothrips okinawanus Masumoto & Okajima, 2007